# 大长山岛
大长山岛是一个风景优美的岛屿。39°16′33″N 122°34′52″E / 39.27583°N 122.58111°E
大长山岛是中国辽宁省大连市长海县大长山岛镇的一座海岛，属于黄海外长山群岛的一部分，岛屿为狭长型，陆地面积為31.79平方公里，海岸线长達94.4公里。拥有建岛守岛纪念塔、双凤朝阳塔及西大山石碑遗址等旅游景点。